# Joséphine Drabo Kanyoulou
Joséphine Drabo Kanyoulou est une femme politique burkinabé. Elle a été membre du Parlement panafricain représentant le Burkina Faso, vice-présidente de l'Alliance pour la démocratie et la fédération – Rassemblement démocratique africain, membre du programme de leadership des femmes du Réseau libéral africain, collaboratrice des femmes leaders politiques et du National Institut démocratique, et en tant que deuxième vice-président du parlement de la Communauté économique des États de l'Afrique de l'Ouest,,,,.
Elle faisait partie d'une délégation de femmes parlementaires qui ont assisté à la COP21, représentant le Forum mondial des femmes dans les parlements et l'Institut national démocratique.